# Onyema Adigida
Onyema Adigida (* 7. Januar 2000) ist ein niederländischer Leichtathlet, der sich auf den Sprint spezialisiert hat.

## Sportliche Laufbahn
Erste internationale Erfahrungen sammelte Onyema Adigida im Jahr 2018, als er bei den U20-Weltmeisterschaften in Tampere im 200-Meter-Lauf bis in das Halbfinale gelangte und dort mit 21,10 s ausschied. Im Jahr darauf siegte er bei den U20-Europameisterschaften in Borås in 21,08 s über 200 Meter. 2021 klassierte er sich bei den U23-Europameisterschaften in Tallinn mit 20,84 s auf dem fünften Platz über 200 Meter. Bei den World Athletics Relays 2024 auf den Bahamas wurde er mit der niederländischen 4-mal-100-Meter-Staffel disqualifiziert und im August verpasste er bei den Olympischen Sommerspielen in Paris mit 38,48 s den Finaleinzug.
In den Jahren von 2024 wurde Adigida niederländischer Meister im 200-Meter-Lauf im Freien sowie 2020 und 2021 in der Halle.

## Persönliche Bestleistungen
- 100 Meter: 10,47 s (+1,2 m/s), 20. Mai 2023 in Vught
  - 60 Meter (Halle): 6,81 s, 18. Februar 2023 in Apeldoorn
- 200 Meter: 20,35 s (+1,8 m/s), 30. Juni 2024 in Hengelo
  - 200 Meter (Halle): 20,90 s, 23. Februar 2020 in Apeldoorn